# Ернст Авґуст Ендель
Ернст Моріц Авґуст Ендель (нім. Ernst Moritz August Endell; 12 квітня 1871, Берлін — 15 квітня 1925, там же) — німецький архітектор, художник декоративно-прикладного мистецтва періоду модерну, один із засновників югендстилю, теоретик мистецтва, есеїст і педагог.

## Життєпис
Ендель народився у Берліні, а в 1892 році переїхав до Мюнхена. Спочатку мріяв стати педагогом, але потім його захопила академічна наука. Ендель вивчав естетику, психологію і філософію, німецьку літературу і мистецтво в Мюнхенському університеті. 
Готувався до здобуття ступеня доктора наук. Однак, зустрівши художника Германа Обріста, який став його близьким другом і однодумцем, вирішив повністю присвятити себе мистецтву. Вони обговорювали проблеми формування та важливості югендстилю в різних видах мистецтва, в тому числі в архітектурі. Ендель став учасником «Мюнхенських об'єднаних художніх майстерень» (нім. Münchner Vereinigten Werkstätten für Kunst) і зробив суттєвий внесок в теорію і практику розвитку «художніх ремесел» (нім. Kunstgewerbe).

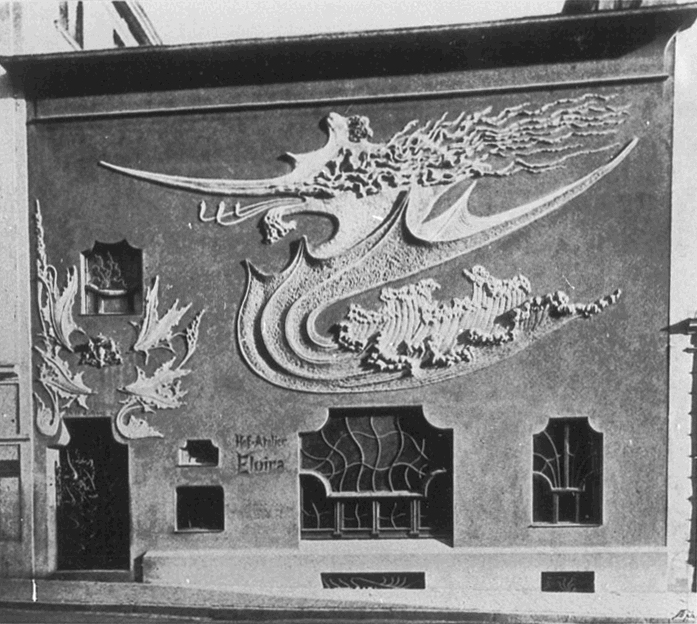
Рельєф у фотоательє «Ельвіра», Мюнхен

Популярність до Енделя прийшла завдяки проєкту фасаду знаменитого мюнхенського фотоательє «Ельвіра» (1897–1898). Декоративний рельєф з яскраво-червоного і золотистого гіпсу (стукко) на зеленому тлі, що нагадує чи то мушлю чи морську хвилю, жартома прозвали «восьминогом рококо», а будівлю — «замком дракона». Цей рельєф народився під впливом іншого твору — «Цикламени» Германа Обріста. Два твори стали символами югендстилю. Як можливими джерелами називають також твори бельгійських архітекторів Віктора Орти та Анрі Ван де Велде. В 1937 році нацисти знищили «модерністського дракона», а сама будівля була зруйнована при бомбардуванні в 1944 році.
З 1899 року Ендель був співредактором журналу «Пан». У статтях з теорії та психології мистецтва, а також у книзі «Краса великого міста» (нім. Die Schönheit der großen Stadt, 1908) він формулював своє бачення культури і архітектури в прийдешньому XX столітті. У журналі «Пан» опублікував есе «За красу» (нім. Um die Schönheit), в якому стверджував, що мистецтво і стиль мають впливати на почуття глядача виключно силою форми. Його погляди на мистецтво високо оцінили художники того часу, зокрема Франц фон Штук, Ловіс Корінт і експресіоніст Ернст Кірхнер. У своїх теоретичних есе Ендель проклав шлях до абстрактного мистецтва в Німеччині. Вважав, що мистецтво існує незалежно від природи; якості образотворчої форми, як і в музиці, мають абсолютний характер. Тому формоутворення у всіх видах мистецтва грунтується на принципах архітектоніки. Журнал «Пан» публікував малюнки Енделя і проекти декоративних рельєфів, шпалер, тканин, вітражів і світильників.
З 1901 року Ендель працював над проектами будівель державних установ і житлових будинків Берліна. Навесні 1901 року згідно з його експресіоністським проектом на Кепенік-штрассе з'явилася споруда «Різнобарвного театру» (нім. Buntes Theater, зруйнований під час війни). Характерною рисою інтер'єрів були стіни пофарбовані в різні кольори. Тому театр вважався провісником архітектури експресіонізму. 

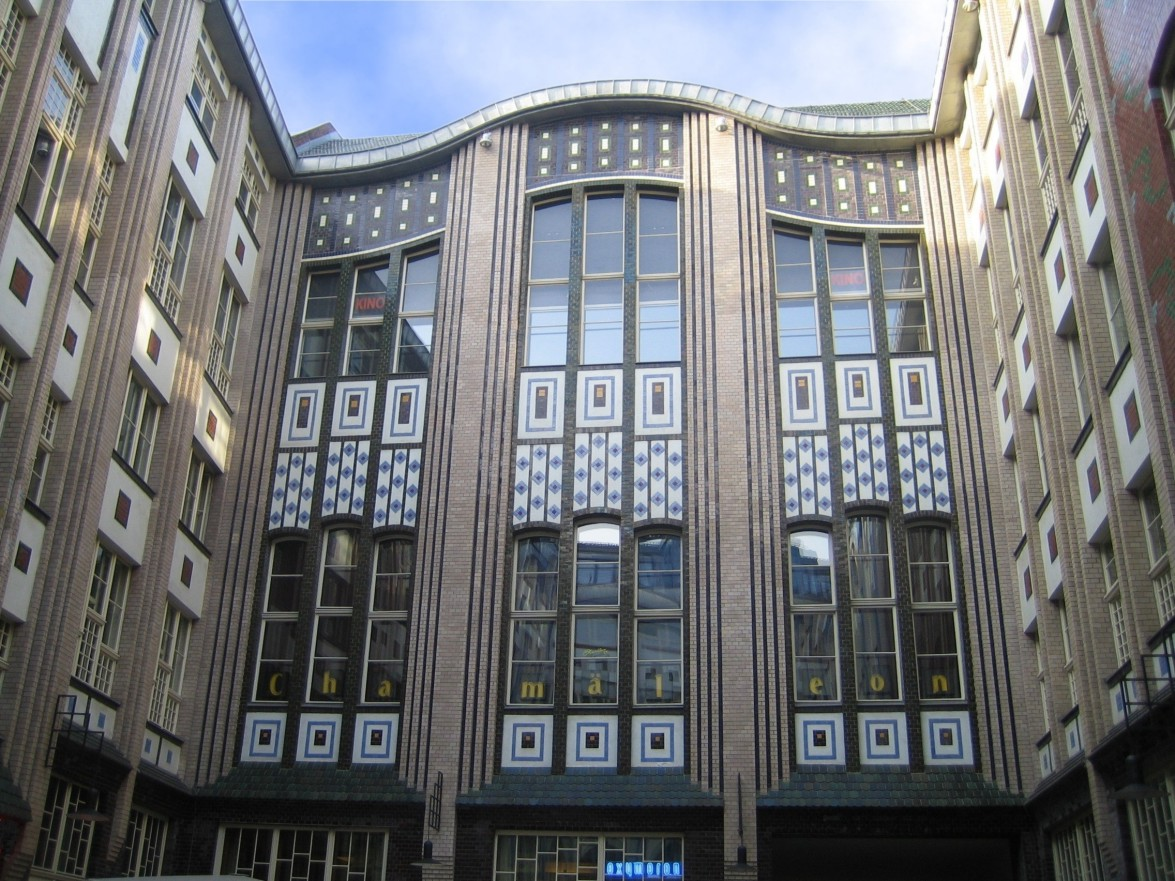
Фасад Хакського двору № 1, Берлін

На замовлення виноторговця Вільгельма Ноймана в 1905–1906 роках архітектор оформив у Хакських двориках на берлінській Розенталер-штрассе оригінальний «Енделів двір» (Endell'sche Hof) з фасадом із кольорового скла. Сьогодні тут знаходиться вар'єте «Хамелеон». В 2004–2005 роках в «Хамелеоні» були проведені реставраційні роботи, які повернули будівлі первісний вигляд за задумом Енделя. 
В 1911–1912 роках архітектор спроектував і побудував іподром в берлінському районі Марієндорф. Розробляв проекти приватних будинків у Берліні і Потсдамі.
В 1904 році Ендель відкрив у Берліні «Школу формоутворення» (нім. Schule der Ausbildung), в якій реалізував свою теоретичну і педагогічну програму.
В 1918 році здобув посаду ректора Державної Академії мистецтв і ремесел у Бреслау.
Ендель був одружений з художницею і скульпторкою Ельзою Пльоц.